# CSI: Miami helyszínelők (hatodik évad)
Az itt található lista az CSI: Miami helyszínelők című televíziós sorozat hatodik évadjának epizódjait tartalmazza. Az évad eredeti sugárzása a CBS-en 2007. szeptember 24. és 2008. május 19. között volt.
Ebben az évadban a sorozat kezdete óta jelen lévő Alexx Woods-ot alakító Khandi Alexander távozik. A laborban pedig három epizód erejéig Jessica Szohr, a Gossip Girl – A pletykafészek sztárja is látható. Horatio felesége, Julia és fia, Kyle is feltűnik néhány epizód erejéig. Visszatér Tim Speedle, de őt csak Eric Delko láthatja.
| #    | Magyar cím | Eredeti cím                  | Rendező           | Író                                        | Eredeti premier      | No. # |
| ---- | --- | ---------------------------- | ----------------- | ------------------------------------------ | -------------------- | ----- |
| 6x1  | „Veszélyes fiú” | „Dangerous Son”              | Sam Hill          | Marc Dube & Krystal Houghton               | 2007. szeptember 24. | 122   |
| 6x1  | Mikor a csapat egy próbaidős tiszt meggyilkolása és egy túszdráma ügyében érdekelt, Horatio megtudja, hogy az első számú gyanúsított valószínűleg a fia. |                              |                   |                                            |                      |       |
|      | |                              |                   |                                            |                      |       |
| 6x2  | „Cyber-sztár” | „Cyber-lebrity”              | Matt Earl Beesley | Corey Evett & Matt Partney                 | 2007. október 1.     | 123   |
| 6x2  | Egy ártatlan tini úszó sztárból szex szimbólumot csinálnak, mikor képeivel ellepik az internetet. Követve őt, Horatio rájön, hogy a lány lehet veszélyben van, az esküdtszék előtt tett tanúvallomása után. |                              |                   |                                            |                      |       |
|      | |                              |                   |                                            |                      |       |
| 6x3  | „Kifordítva” | „Inside Out”                 | Gina Lamar        | Sunil Nayar & John Haynes                  | 2007. október 8.     | 124   |
| 6x3  | Horatio fia eltűnik, mikor a rabátszállítást támadás éri. Horatiónak kell megtalálnia Kyle-t, mielőtt túl késő lenne. Mindeközben Ryan egy kis feszültséget okoz korábbi munkatársai körében. |                              |                   |                                            |                      |       |
|      | |                              |                   |                                            |                      |       |
| 6x4  | „Adósság törlesztve” | „Bang, Bang, Your Debt”      | Karen Gaviola     | Brian Davidson & Barry O'Brien             | 2007. október 15.    | 125   |
| 6x4  | A csapat egy tanuló rejtélyes halála ügyében nyomoz és bizonyítékot találnak, hogy Tim Speedle lehet nem is halott. |                              |                   |                                            |                      |       |
|      | |                              |                   |                                            |                      |       |
| 6x5  | „Mélyhűtő” | „Deep Freeze”                | Sam Hill          | Elizabeth Devine                           | 2007. október 22.    | 126   |
| 6x5  | Egy sport legenda gyilkossági ügyének vizsgálata bonyolódik, mikor a labor elveszti a holttestet. |                              |                   |                                            |                      |       |
|      | |                              |                   |                                            |                      |       |
| 6x6  | „Napvédő” | „Sunblock”                   | Christine Moore   | Corey Miller                               | 2007. október 29.    | 127   |
| 6x6  | Furcsa események veszik kezdetét, amint a helyszínelők csapata lenyomoz egy sorozatgyilkost, aki a napfogyatkozás alatt ölt. |                              |                   |                                            |                      |       |
|      | |                              |                   |                                            |                      |       |
| 6x7  | „Láncreakció” | „Chain Reaction”             | Scott Lautanen    | Brian Davidson, Matt Partney & Corey Evett | 2007. november 5.    | 128   |
| 6x7  | Egy kifutói modell lány halála utáni nyomozás elvezeti Horatiót a fiához és a félelmetes ellenségéhez. |                              |                   |                                            |                      |       |
|      | |                              |                   |                                            |                      |       |
| 6x8  | „Örökös vakáció” | „Permanent Vacation”         | Eagle Egilsson    | Barry O'Brien & Krystal Houghton           | 2007. november 12.   | 129   |
| 6x8  | Egy családi vakáció rosszra fordul, amikor a nyaralás utolsó napján a nyaraló szülők egyik fiát megölik. A helyszínelők bandagyilkosságra gyanakodnak. Gyorsan meg kell találniuk a gyilkost, mielőtt a család saját kezébe veszi az igazságszolgáltatást. |                              |                   |                                            |                      |       |
|      | |                              |                   |                                            |                      |       |
| 6x9  | „Ne avatkozz bele” | „Stand Your Ground”          | Joe Chappelle     | Marc Dube & John Haynes                    | 2007. november 19.   | 130   |
| 6x9  | Calleigh szolgálaton kívül belekeveredik egy lövöldözésbe, amely egy áratatlan vásárló halálával végződik. Azonban a vizsgálat felfedi, hogy talán mégsem véletlen haláleset történt. A szálak egy Miami-i középiskolába vezetnek, az áldozat ott volt tanárnő. A csapatnak rá kell jönni arra, hogy mi történt, csak így tudják megmenteni Calleigh karrierjét. |                              |                   |                                            |                      |       |
|      | |                              |                   |                                            |                      |       |
| 6x10 | „A dajkám” | „My Nanny”                   | Jonathan Glassner | Corey Miller & Krystal Houghton            | 2007. november 26.   | 131   |
| 6x10 | A híres gazdagok életstílusa kerül vizsgálatra a helyszínelők mikroszkópja alatt, amikor egy gazdag család dadusát holtan találják. |                              |                   |                                            |                      |       |
|      | |                              |                   |                                            |                      |       |
| 6x11 | „Gerillák a ködben” | „Guerillas in the Mist”      | Carey Meyer       | Barry O'Brien & Brian Davidson             | 2007. december 10.   | 132   |
| 6x11 | Egy kivételes és illegális gépfegyver, mely elporlasztja áldozatait, elveszik Miami utcáin. A helyszínelők csapatának kell megtalálnia a fegyvert, mielőtt rossz kezekbe kerülne... |                              |                   |                                            |                      |       |
|      | |                              |                   |                                            |                      |       |
| 6x12 | „A titkos Miami” | „Miami Confidential”         | Sam Hill          | Marc Dube                                  | 2007. december 17.   | 133   |
| 6x12 | A csapat felfedi egy gátlástalan FBI-ügynök titkos életét, mialatt egy fiatal nő gyilkosa után nyomoznak. |                              |                   |                                            |                      |       |
|      | |                              |                   |                                            |                      |       |
| 6x13 | „Káin nevelése” | „Raising Caine”              | Gina Lamar        | Sunil Nayar                                | 2008. január 14.     | 134   |
| 6x13 | Kyle anyja felbukkan Miami-ban, mint egy multimillimos özvegy felesége. Vissza akarja kapni Kyle-t és ezért hajlandó bármit megtenni. |                              |                   |                                            |                      |       |
|      | |                              |                   |                                            |                      |       |
| 6x14 | „Most megölheted a menyasszonyt” | „You May Now Kill the Bride” | Eagle Egillson    | Barry O'Brien                              | 2008. március 24.    | 135   |
| 6x14 | Egy menyasszonyt meggyilkolnak az esküvőjén. A nyomozás a helyszínelőket egy sztriptíz bárba vezeti. |                              |                   |                                            |                      |       |
|      | |                              |                   |                                            |                      |       |
| 6x15 | „Csapda” | „Ambush”                     | Sam Hill          | Corey Evett & Matt Partney                 | 2008. március 31.    | 136   |
| 6x15 | Egy kétrészes epizód első részében, Horatio újra összetűzésbe kerül exfeleségével, Julia-val. Mindeközben valaki szabotálja Calleigh munkáját és ezzel veszélyezteti a nyomozás sikerét... |                              |                   |                                            |                      |       |
|      | |                              |                   |                                            |                      |       |
| 6x16 | „Kimerülés” | „All In”                     | Joe Chappelle     | Krystal Houghton                           | 2008. április 1.     | 137   |
| 6x16 | Az epizód második részében Horatio a múltjával foglalatoskodik. Mindeközben a többiek azon dolgoznak, hogy megmentsék Calleigh-t az elrablóitól... |                              |                   |                                            |                      |       |
|      | |                              |                   |                                            |                      |       |
| 6x17 | „Megölni a ragadozót” | „To Kill a Predator”         | Matt Earl Beesley | Brian Davidson                             | 2008. április 21.    | 138   |
| 6x17 | Egy ügyvédet elgázolnak az utcán, majd nem sokkal később lelőnek egy férfit egy kávézóban. Az egyetlen közös kapcsolat a két eset között, hogy mindketten szerepeltek pedofíliával kapcsolatos videófelvételen. A csapat vadászik az önkényes megtorlóra... |                              |                   |                                            |                      |       |
|      | |                              |                   |                                            |                      |       |
| 6x18 | „Csőlátás” | „Tunnel Vision”              | Karen Gaviola     | Tamara Jaron                               | 2008. április 28.    | 139   |
| 6x18 | Miután egy holttestet találnak egy víznyelőben, az áldozat halálával kapcsolatos vizsgálatok egy rabláshoz vezetik a csapatot, amelynek célpontja egy megdöbbentő titkot tartogat... - Vendégszereplő: John Schneider |                              |                   |                                            |                      |       |
|      | |                              |                   |                                            |                      |       |
| 6x19 | „Két malomkő között” | „Rock and a Hard Place”      | Gina Lamar        | Marc Dube                                  | 2008. május 5.       | 140   |
| 6x19 | Egy férfit meggyilkolnak mikor valaki egy jelölőlista darabkát hullajt el a hídról. A csapat lenyomozza a cetlit és kiderül a sajátjuk közül való, így Alexx fia az első számú gyanúsított. A dolog csak súlyosbodik, mikor Alexx megtalálja fiát egy raktárépületben, amint egy véres kést tart éppen egyik barátjára felett...                                 |                              |                   |                                            |                      |       |
|      | |                              |                   |                                            |                      |       |
| 6x20 | „Ha minden kötél szakad” | „Down to the Wire”           | Eagle Egilsson    | Sunil Nayar                                | 2008. május 12.      | 141   |
| 6x20 | Mikor egy férfit meggyilkolnak egy hamisnak hitt segélykérő hívás miatt, Horationak egy magánnyomozóval kell szembeszállnia, aki módszeresen rombolja le a csapatot. |                              |                   |                                            |                      |       |
|      | |                              |                   |                                            |                      |       |
| 6x21 | „Ballisztika” | „Going Ballistic”            | Sam Hill          | Corey Miller                               | 2008. május 19.      | 142   |
| 6x21 | Amint az új orvosi kolléga lövést kap, a helyszínelőknek rá kell döbbenniük, hogy Miami utcái sokkal veszélyesebbek lettek. Horationak kell összetartani és megvédeni a csapatot. |                              |                   |                                            |                      |       |
|      | |                              |                   |                                            |                      |       |